# 烏格林基夫齊
48°44′54″N 25°45′13″E / 48.74833°N 25.75361°E
烏格林基夫齊（烏克蘭語：Угриньківці），是烏克蘭的村落，位於該國西部捷爾諾波爾州，由喬爾特基夫區負責管轄，始建於1442年，面積2.46平方公里，2001年人口642，人口密度每平方公里261人。